# Oberselters
Oberselters is een plaats in de Duitse gemeente Bad Camberg, deelstaat Hessen, en telt 1173 inwoners (2006).